# アルブレヒト・ウィルヘルム・トロニエ
アルブレヒト・ウィルヘルム・トロニエ（Albrecht Wilhelm Tronnier 、1902年 - 1982年）は、ドイツのレンズ設計者である。

## シュナイダー・クロイツナッハ/イスコ時代
当初シュナイダー・クロイツナッハに勤務し、クセナー、テレクセナー、アンギュロン、クセノン等を設計した。
1935年に初めて新種ガラスであるランタンクラウンを使用した3群3枚のレンズを設計しU.S.P1987878を取得、これはラジオナーとして発売された。後にF3.5、F2.9、F2.8も製作された。

## ファランド・オプティカル時代
後アメリカのファランド・オプティカル（Farrand Optical Company ）に移籍して数々の光学系を設計した。

## フォクトレンダー/カール・ツァイス時代
1944年フォクトレンダーに移籍した。
1953年にテロマー設計。
その他カラースコパー、スコパロン、カラーヘリアー、アポランター、ウルトロン、ノクトン、ダイナロン、等多数のレンズを設計した。
フォクトレンダーのツァイス・イコンへの合併に従いカール・ツァイスに異動した。